# Litwa na Halowych Mistrzostwach Świata w Lekkoatletyce 2010
Reprezentacja Litwy podczas halowych mistrzostw świata 2010 liczyła 5 zawodników.

## Rezultaty

### Mężczyźni
- bieg 800 m
  - Vitalij Kozlov - 17. miejsce

### Kobiety
- bieg na 60 m
  - Lina Grinčikaitė - 16. miejsce
- bieg na 800 m
  - Eglė Balčiūnaitė - 5. miejsce (NR)
- skok wzwyż
  - Airinė Palšytė - 16. miejsce
- pchnięcie kulą
  - Austra Skujytė - 15. miejsce